# George Augustus Wallis
George Augustus Wallis (Merton, Surrey, 1761 - Florencia, 1847) fue un pintor neoclásico inglés, activo en Italia.
Apenas conocemos datos de su infancia y juventud. Sabemos que en 1788  viaja a Italia, donde visita principalmente Roma, Nápoles y Sicilia.
Pictóricamente se forma en el ambiente de los artistas neoclásicos alemanes residentes en Italia, primero en Nápoles, donde conoce a Philipp Hackert, que en ese momento trabajaba en la corte napolitana, y posteriormente en Roma, donde hacia 1794 se le relaciona con Asmus Jacob Carstens, Gottlieb Schick y especialmente con Joseph Anton Koch. En 1806, Wallis se convirtió en miembro de la Academia Romana.
A fines de la década de 1790 ganó, debido a sus cercanía con las ideas que llegaban desde Francia, se le consideró como "demócrata" y simpatizante de los franceses. Fue ignorado durante su vuelta al Reino Unido en 1806, por lo que decidió pasar el resto de su vida en el continente. Durante el periodo comprendido entre 1807 y 1810 se le sitúa en España, entre 1810 y 1818 vive en Alemania, instalándose en Heidelberg principalmente, y en 1818 vuelve a Italia, residiendo en Florencia casi permanentemente (excepto un periodo entre 1820 y 1829). Enseñó en la Accademia di Belle Arti de Florencia, donde se centró en los retratos,  realizando también distintos frescos.
También trabajó como marchante de arte durante su estancia en Italia, y más tarde, a partir de 1807, como marchante de arte en España, donde trabajó con frecuencia para clientes británicos. De hecho, está documentada su relación con el marchante escocés William Buchanan, adquiriendo, entre otras obras, la célebre Venus del espejo de Velázquez, que había sido expoliada del palacio de Godoy en Madrid por las tropas napoleónicas.
Fallece en Florencia, en 1847.

## Estilo
El estilo se puede considerar, por lo menos inicialmente, como neoclásico con influencias alemanas. La obra El castillo de Heidelberg (1812, colección privada) está fuertemente influenciada por los cánones del paisajismo alemán y hace de Wallis un pionero del paisaje romántico. Más tarde desarrolla un estilo propio, caracterizado por un particular tratamiento de la luz. Ejemplo de ello son los numerosos dibujos y acuarelas, muchos de los cuales no tienen fecha (Copenhague, Museo Thorvaldsen), conservándose cartas de su amistad con el escultor danés Thorvaldsen.
A partir de 1817 Wallis expuso ininterrumpidamente en la Academia de Florencia, su ciudad predilecta (de la que se alejó sólo por un período entre 1820 y 1829), imponiendo su particular mirada donde las influencias del protorromanticismo de Salvator Rosa se injertaban en la esquemas canónicos propuestos por Nicolas Poussin, Claude Lorrain y Gaspard Dughet.
Sus bocetos al óleo lo muestran como una de las figuras más importantes en el desarrollo de la pintura directamente del natural.

## Colecciones
El trabajo de Wallis se encuentra en diversas colecciones británicas e italianas. Las colecciones británicas se encuentran en el Museo Británico y la Galería Nacional de Arte, las Galerías Nacionales de Escocia, el Museo Fitzwilliam, el Centro de Arte Británico de Yale, la Galería de Arte Walker, entre otros.